# もしも私が空に住んでいたら
「もしも私が空に住んでいたら」（もしもわたしがそらにすんでいたら）は、日本の女性アイドル・岩佐美咲の楽曲。楽曲は秋元康により作詞、重永亮介により作曲されている。2013年1月9日に岩佐の2作目のシングルとして徳間ジャパンコミュニケーションズから発売された。

## 概要
楽曲のシングルCDは生産限定盤、通常盤の2種類がリリースされた。生産限定盤にはDVDが付属している。CDの収録曲およびジャケットは生産限定盤と通常盤で異なっている。特典として、生産限定盤および通常盤の初回生産分にはイベント招待キャンペーン応募券が封入されている。
シングルのカップリング曲には前作「無人駅」に引き続き、AKB48の楽曲を演歌バージョンにして収録されており、今回は「フライングゲット」である。
キャッチコピーは、「空を見上げたら、私を思い出してください。」。
楽曲のミュージック・ビデオは、群馬県の四万の甌穴群、四万温泉 積善館および温泉街、四万川ダムの麓で撮影された。ミュージック・ビデオの監督は中村太洸。

## チャート成績
2013年1月21日付オリコン週間シングルチャートにおいて初登場5位を記録した。デビュー作である前作「無人駅」に続くTOP5入りとなり、女性演歌歌手によるデビューから2作連続でのTOP5入りは森昌子（「せんせい」、「同級生」で記録）以来40年3か月ぶりであり、かつオリコンチャート史上2人目の記録（初登場でのTOP5入りに限ると史上初）となった。初動売上は約1.9万枚となった。同日付のオリコン演歌・歌謡週間チャートにおいては1位にランクインした。

## シングル収録トラック

### 生産限定盤
| #  | タイトル                                           | 作詞   | 作曲         | 編曲           | 時間 |
| -- | -------------------------------------------------- | ------ | ------------ | -------------- | ---- |
| 1. | 「もしも私が空に住んでいたら」                     | 秋元康 | 重永亮介     | 野中“まさ”雄一 | 4:07 |
| 2. | 「フライングゲット〈演歌バージョン〉」             | 秋元康 | すみだしんや | 野中“まさ”雄一 | 4:57 |
| 3. | 「あじさい橋」                                     | 秋元康 | 見岳章       | 伊戸のりお     | 4:15 |
| 4. | 「もしも私が空に住んでいたら（カラオケ）」         |        |              |                |      |
| 5. | 「フライングゲット〈演歌バージョン〉（カラオケ）」 |        |              |                |      |
| 6. | 「あじさい橋（カラオケ）」                         |        |              |                |      |

| #  | タイトル                                                       | 作詞 | 作曲・編曲 |
| -- | -------------------------------------------------------------- | ---- | ---------- |
| 1. | 「もしも私が空に住んでいたら MUSIC VIDEO」                     |      |            |
| 2. | 「もしも私が空に住んでいたら MAKING VIDEO」                    |      |            |
| 3. | 「特典映像:岩佐美咲の悩みごと 山川豊さんに聞いてもらいました」 |      |            |

### 通常盤
| #  | タイトル                                           | 作詞   | 作曲         | 編曲           | 時間 |
| -- | -------------------------------------------------- | ------ | ------------ | -------------- | ---- |
| 1. | 「もしも私が空に住んでいたら」                     | 秋元康 | 重永亮介     | 野中“まさ”雄一 |      |
| 2. | 「フライングゲット〈演歌バージョン〉」             | 秋元康 | すみだしんや | 野中“まさ”雄一 |      |
| 3. | 「津軽海峡・冬景色」                               | 阿久悠 | 三木たかし   | 伊戸のりお     | 3:50 |
| 4. | 「もしも私が空に住んでいたら（カラオケ）」         |        |              |                |      |
| 5. | 「フライングゲット〈演歌バージョン〉（カラオケ）」 |        |              |                |      |
| 6. | 「津軽海峡・冬景色（カラオケ）」                   |        |              |                |      |